# Jean Petit (theoloog)
Jean Petit (ca. 1364 - Hesdin, 15 juli 1411) was een Frans jurist en theoloog.
Hij was afkomstig uit het Pays de Caux, werd in 1385 Maître des Arts en studeerde vervolgens rechten in Parijs en Orléans en daarna theologie. Deze studie sloot hij in 1402 met het behalen van de titel van magister af.
Jean Petit was een van de belangrijkste stemmen aan de Sorbonne met betrekking tot de gevolgen van het Westers Schima: hij nam aan de succesloze onderhandelingen met tegenpaus Benedictus XIII deel en liet zich in de bijeenkomst van clerici in 1406 opmerken door een hevige stellingname tegen de politiek van prebendenverkoop en het pauselijk belastingwezen.
Als lid van de hofhouding van Jan zonder Vrees, hertog van Bourgondië, kreeg hij in 1408 de opdracht diens moordopdracht op hertog Lodewijk I van Orléans voor het gerecht te verdedigen. Dit pleidooi werd onder de naam Apologie du Tyrannicide ("apologie van de tirannicide") bekend en leverde hem het ambt van maître des requêtes op, maar ook vijandschap in gematigdere kringen en bij de aanhangers van de hertog van Orléans, de latere Armagnacs. Hij werd vooral door Jean Gerson bestreden, die zijn these over de legitimiteit van tirannicide in 1414, dus na de dood van Jean Petit, op het concilie van Konstanz liet veroordelen.
Naast zijn jurisdische en theologische werken stond Jean Petit ook bekend als auteur van gedichten en vertalingen.